# Miawka
Miawka, majka, mauka, mawka, nawka, nejka, niauka, niawka, śpiewnica, tanecznica, wyniwka – ukraiński i łemkowski demon polny, odpowiedniczka rusałki przedstawiana w postaci uroczej, młodej kobiety, niebezpiecznej dla ludzi, wabiącej przechodniów w ustronne miejsca, by załaskotać ich na śmierć. 
Uważano, że miawki corocznie zstępowały na ziemię do pól, kiedy zboża wysypywały kłosy. Były to zmarłe nieochrzczone dzieci. Były małe jak koty, stąd pochodzi ich nazwa kociego głosu miau. Tańczyły na trawie. Były wielkiej urody, wesołe i żywe, ale okrutne. Napadały na osoby zabłąkane pośród łanów kłosów. Przez różne sztuczki wprowadzały ofiary w dobry nastrój, a potem łaskotaniem zmuszały do najgwałtowniejszego śmiechu, aż do śmierci. Karmiły się krwią takiej ofiary.
W Polsce wymieniana w podaniach wierzeniowych ludu w Małopolsce południowej. Miały modre oczy, w płowe włosy wplatały dla ozdoby bławatki, kłosy i maki. Były mniej okrutne niż południce.